# Beuzec-Cap-Sizun
Beuzec-Cap-Sizun [bøzɛk kap sizœ̃] (bretonisch Beuzeg-ar-C’hab) ist eine französische Gemeinde mit 1018 Einwohnern (Stand 1. Januar 2022) im Département Finistère.

## Lage

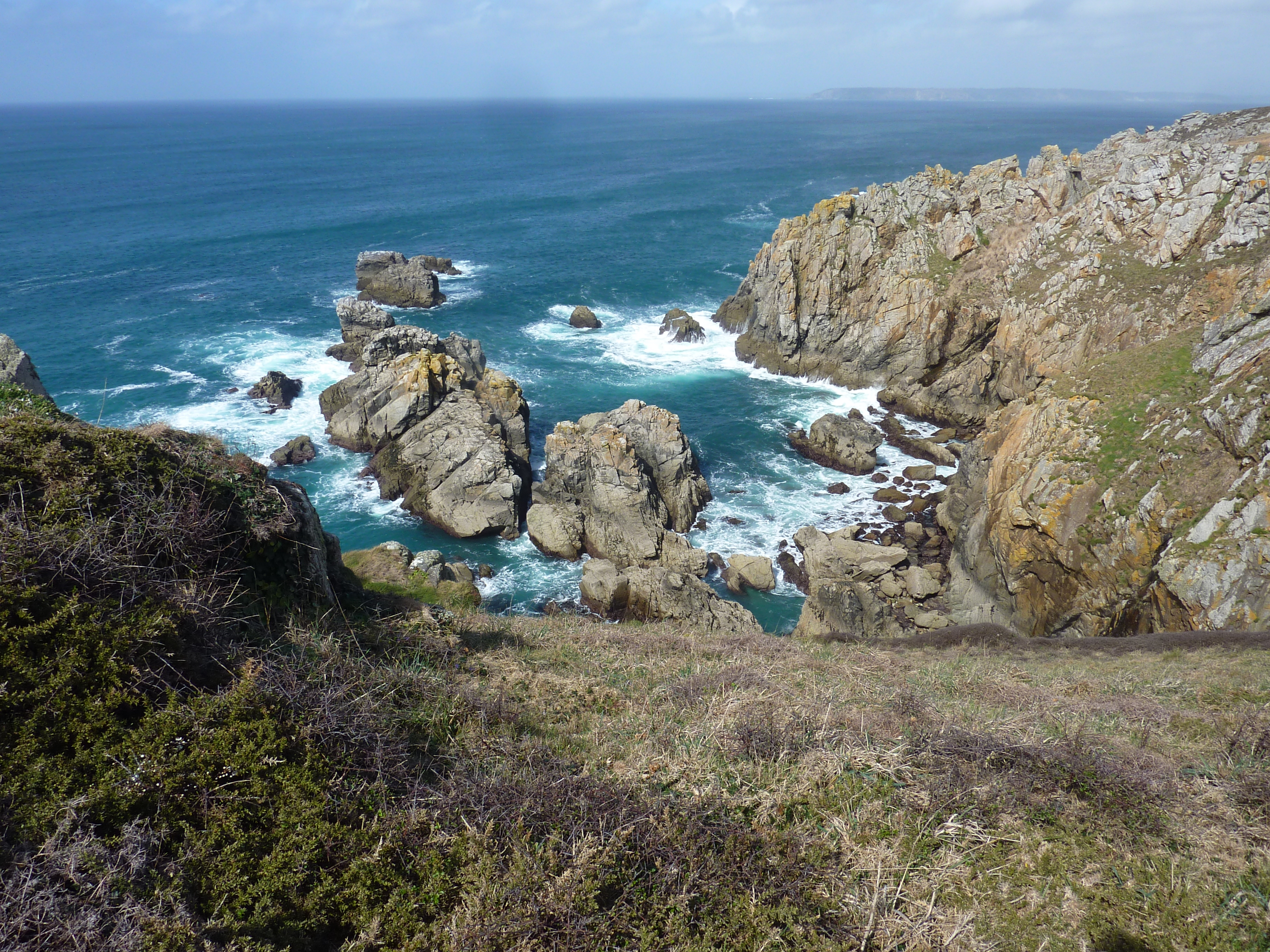
Küstenabschnitt bei Beuzec-Cap-Sizun

Der Ort befindet sich im Südwesten der Bretagne an der Atlantikküste auf der Halbinsel Cap Sizun.
Quimper liegt 30 Kilometer südöstlich, Brest 34 km nördlich und Paris etwa 520 km östlich (Angaben in Luftlinie).

## Hochzeitsbecher aus Beuzec
Bretonische silberne Hochzeitsbecher stammen aus dem 13. Jahrhundert und ähneln in der Form Kelchen. Sie waren der Elite vorbehalten die flache, breite Schalen zum Trinken verwendete. Obwohl die Gewohnheit aus Bechern zu trinken Ende des 17. Jahrhunderts verloren ging, blieb es bis zum Ende des 19. Jahrhunderts Brauch, Braut und Bräutigam einen Hochzeitsbecher zu schenken. Der Becher aus Beuzec ist halbkugelförmig und abgeflacht, steht auf einem niedrigen Fuß und hat zwei vertikale, gewundene Henkel. 
Hochzeitspokale sind am Körper selten jedoch an den Rändern des Fußes verziert. In den Pokal ist oft der Namen oder die Initialen der Braut und das Hochzeitsdatum eingraviert. 

## Bevölkerungsentwicklung
| Jahr                       | 1962 | 1968 | 1975 | 1982 | 1990 | 1999 | 2006 | 2017 |
| Einwohner                  | 1539 | 1420 | 1318 | 1307 | 1181 | 1037 | 1074 | 1001 |
| Quellen: Cassini und INSEE |      |      |      |      |      |      |      |      |

## Verkehr
Bei Quimper und Châteaulin befinden sich die nächsten Abfahrten an der Schnellstraße E 60 (Brest-Nantes) und Regionalbahnhöfe an der überwiegend parallel verlaufenden Bahnlinie.
Der Bahnhof von Brest ist Endpunkt des TGV Atlantique nach Paris und die Flughäfen Aéroport de Brest Bretagne nahe Brest und Aéroport de Lorient Bretagne Sud bei Lorient sind die nächsten Regionalflughäfen.

## Sehenswürdigkeiten
Siehe auch: Liste der Monuments historiques in Beuzec-Cap-Sizun
Die Allée couverte von Kerbalannec, der Menhir von Luguénez und der Dolmen von Kerugou liegen in Beuzec-Cap-Sizun.

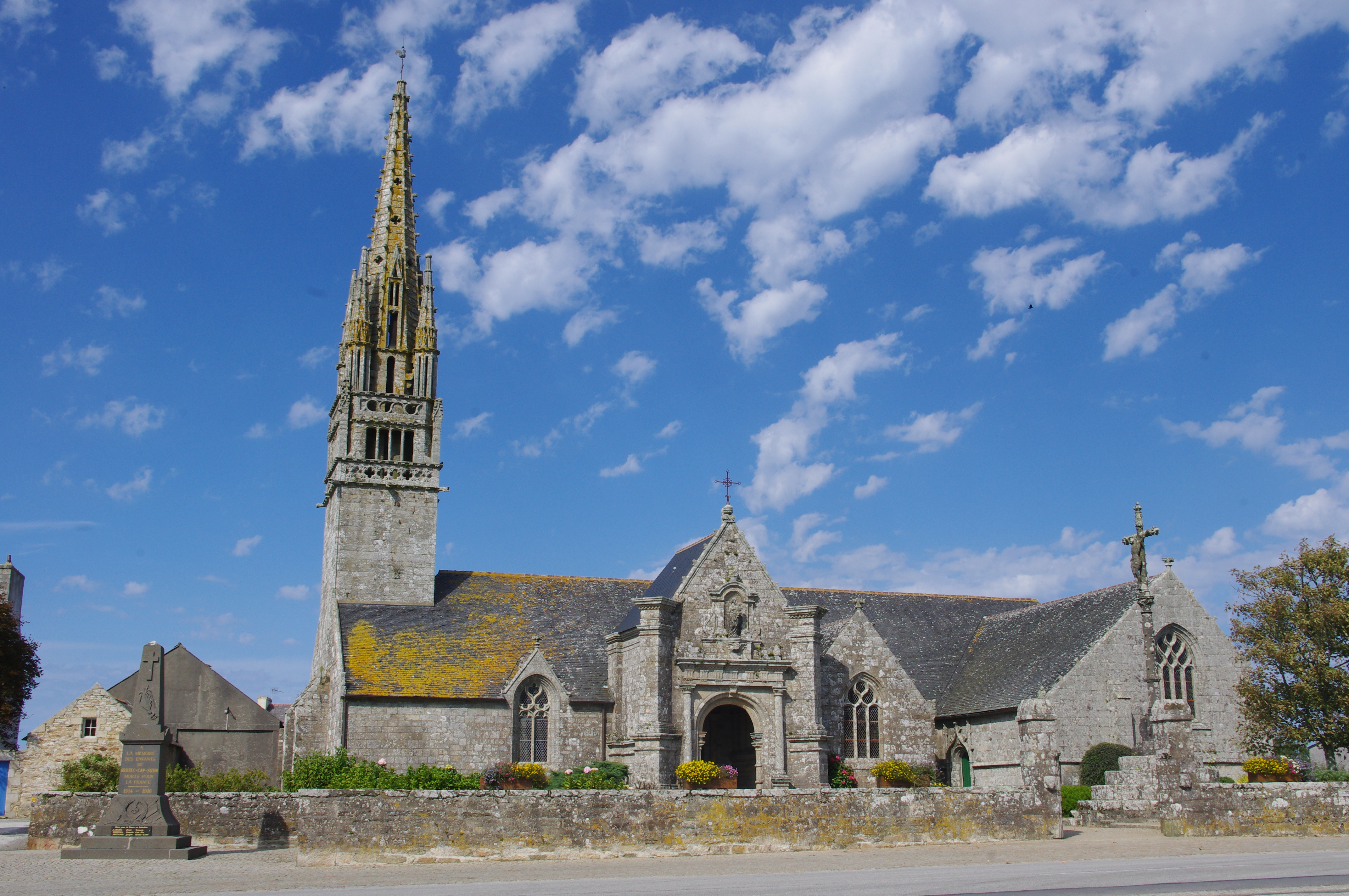
Kirche Notre-Dame de la Clarté
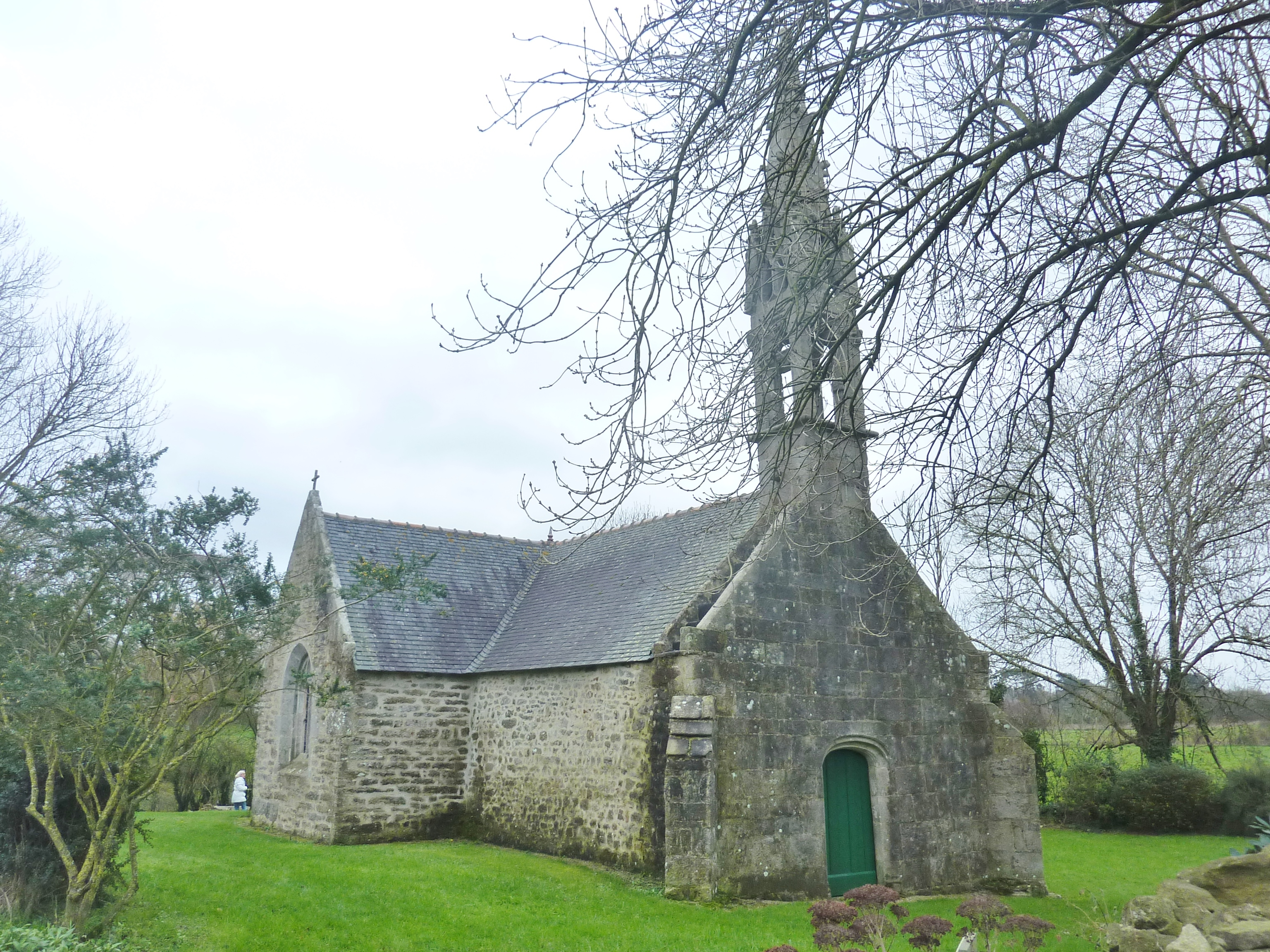
Kapelle Saint-Conogan
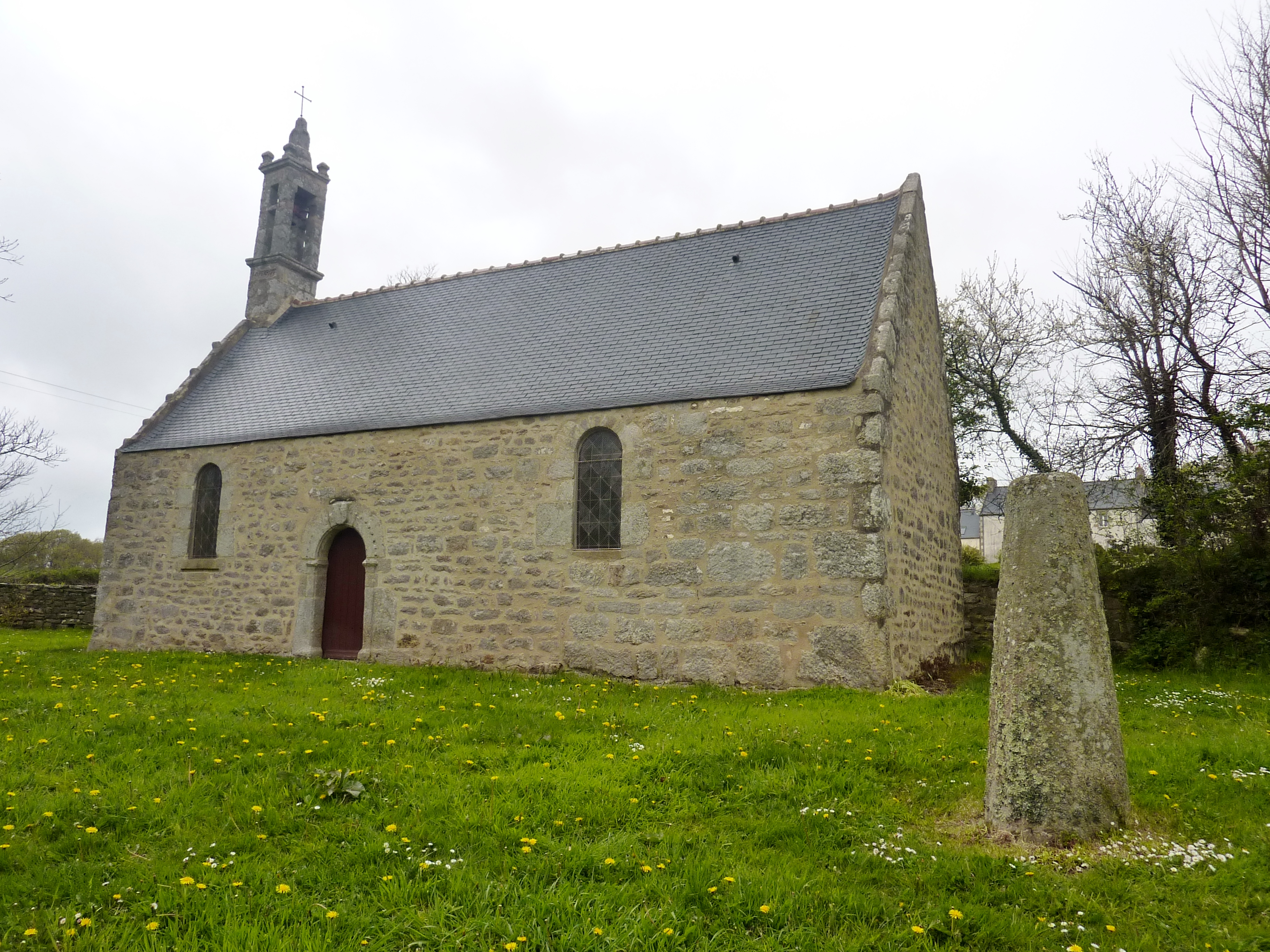
Kapelle Sainte-Espérance
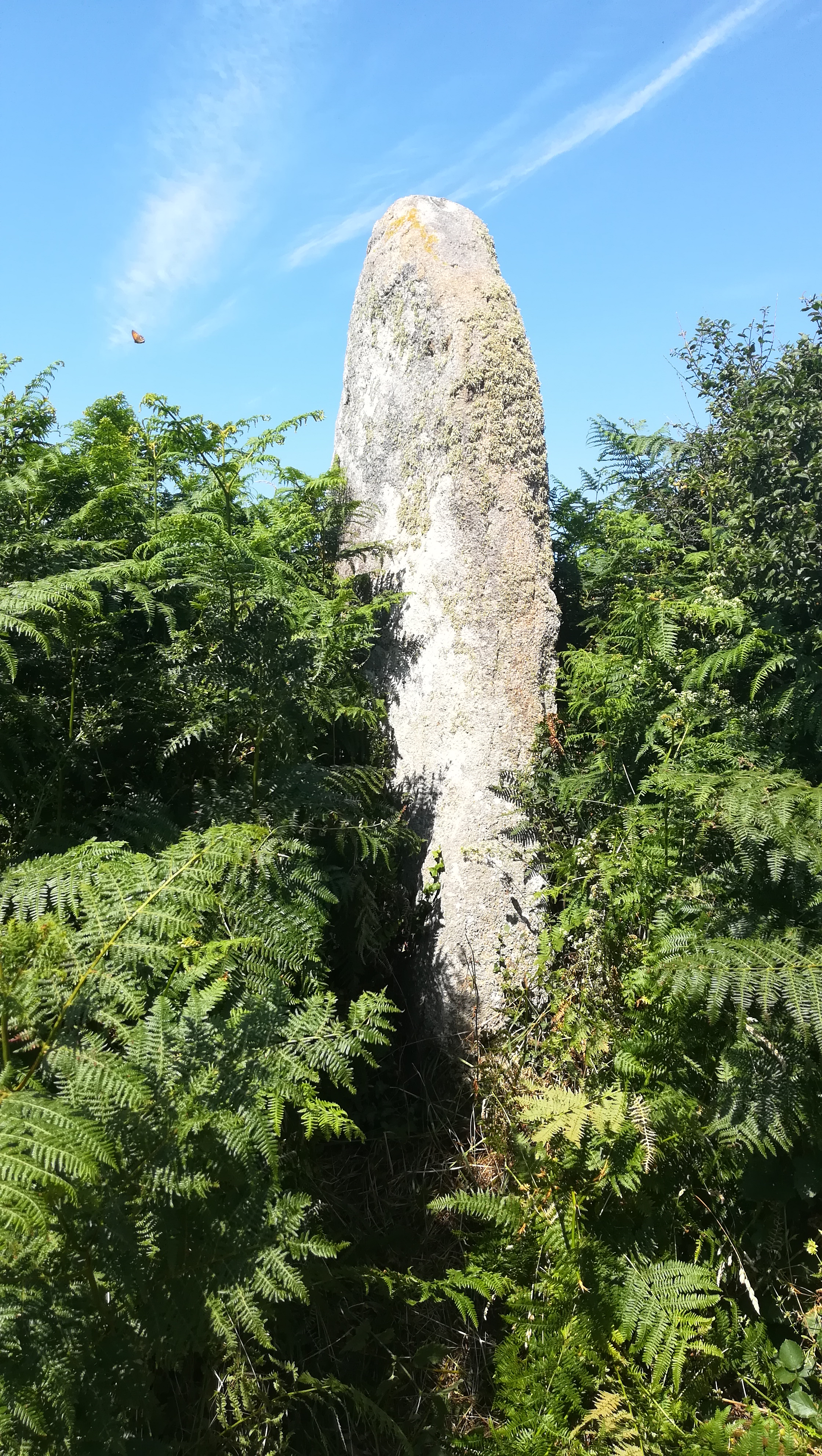
Menhir von Luguénez
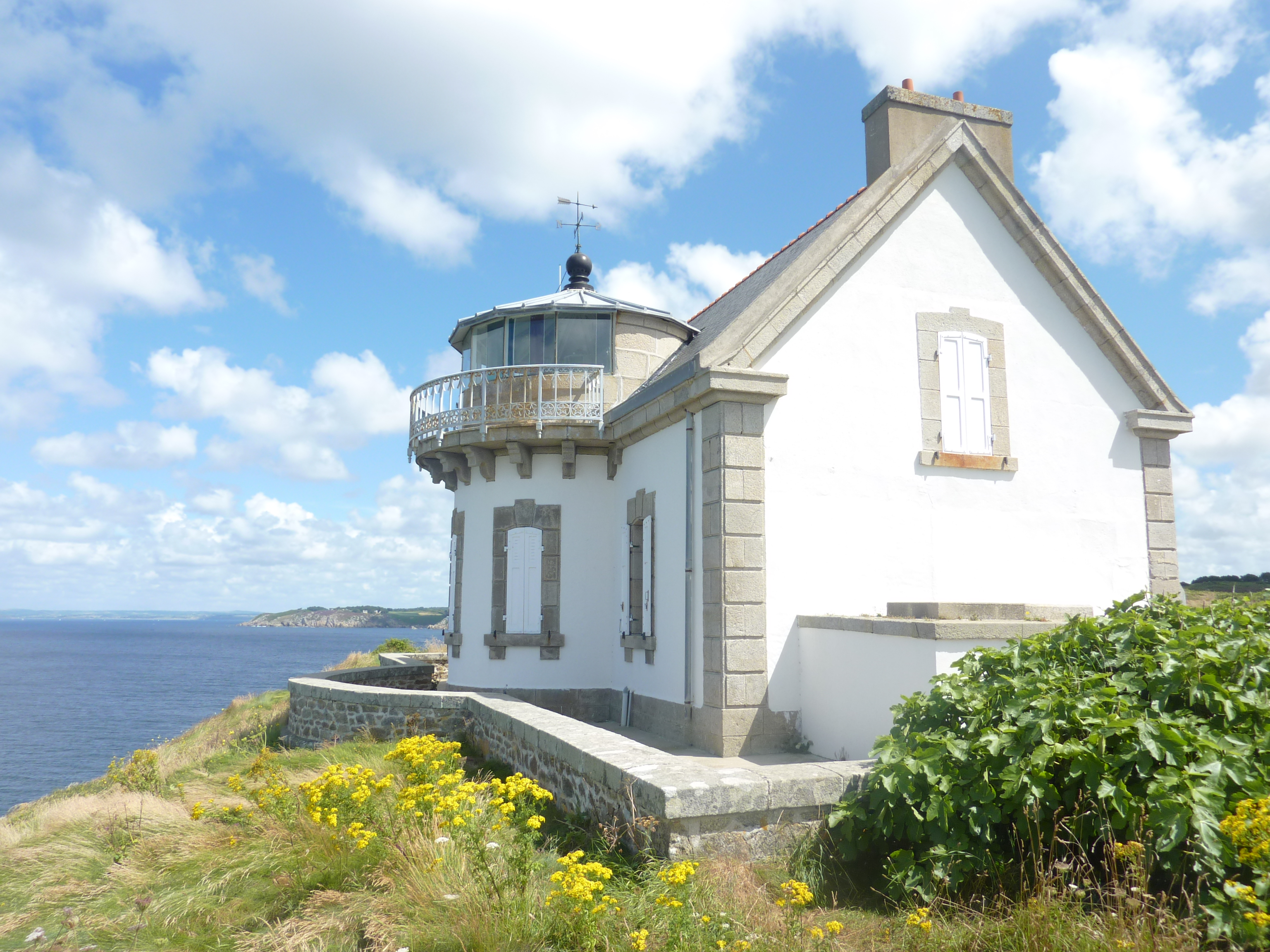
Leuchtturm Feu du Millier
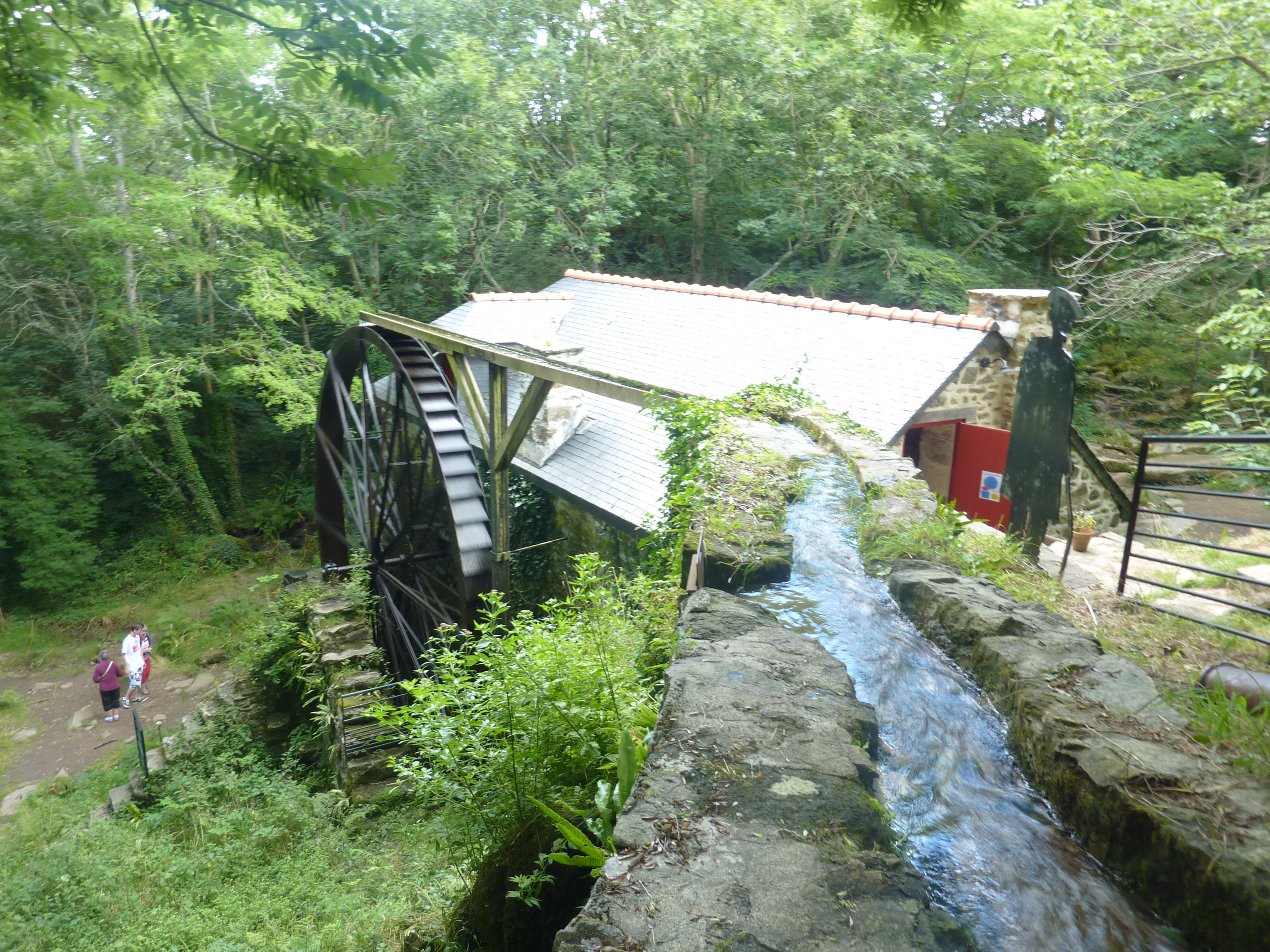
Wassermühle Keriolet
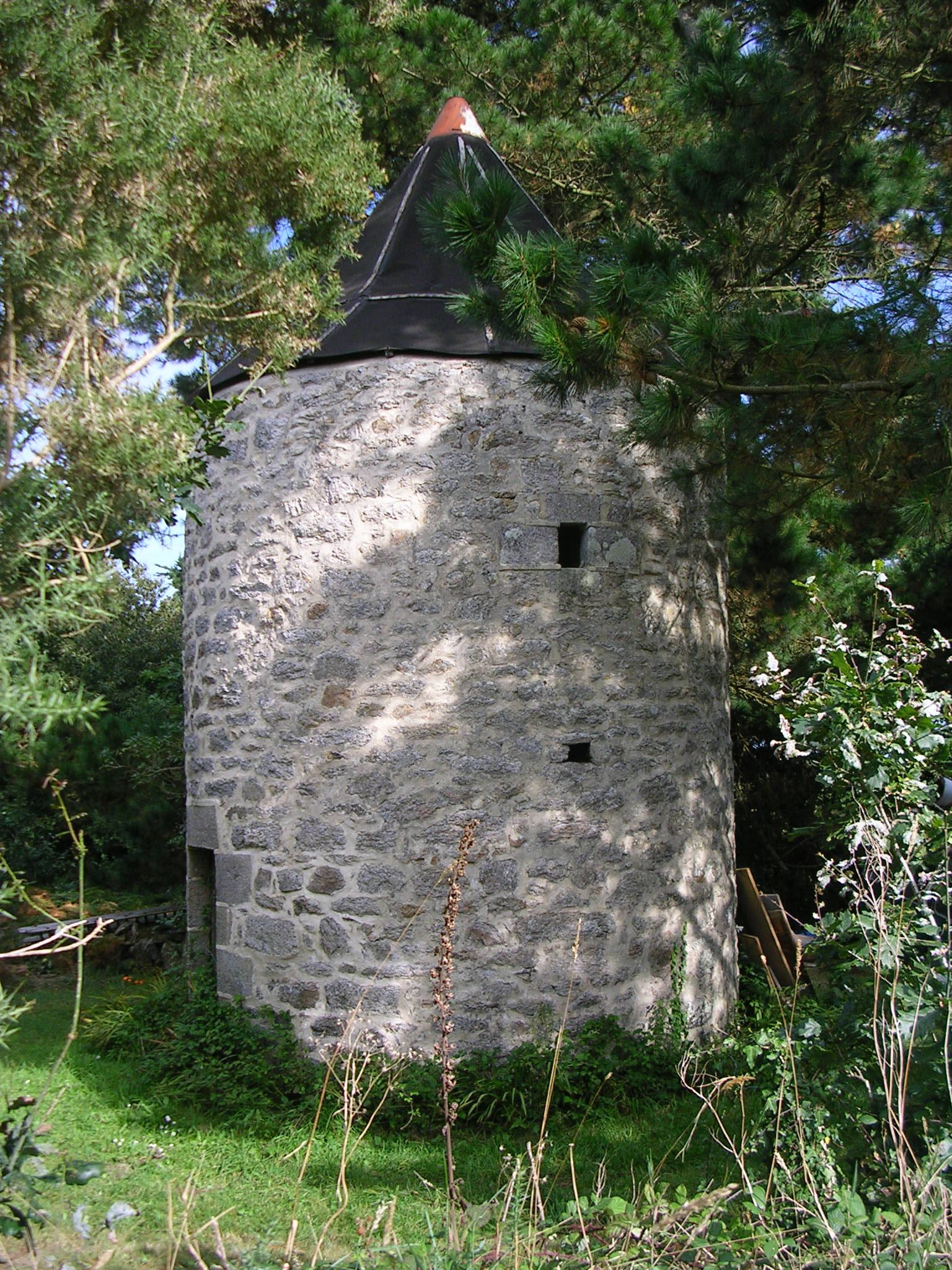
Turm der Windmühle Kérouan
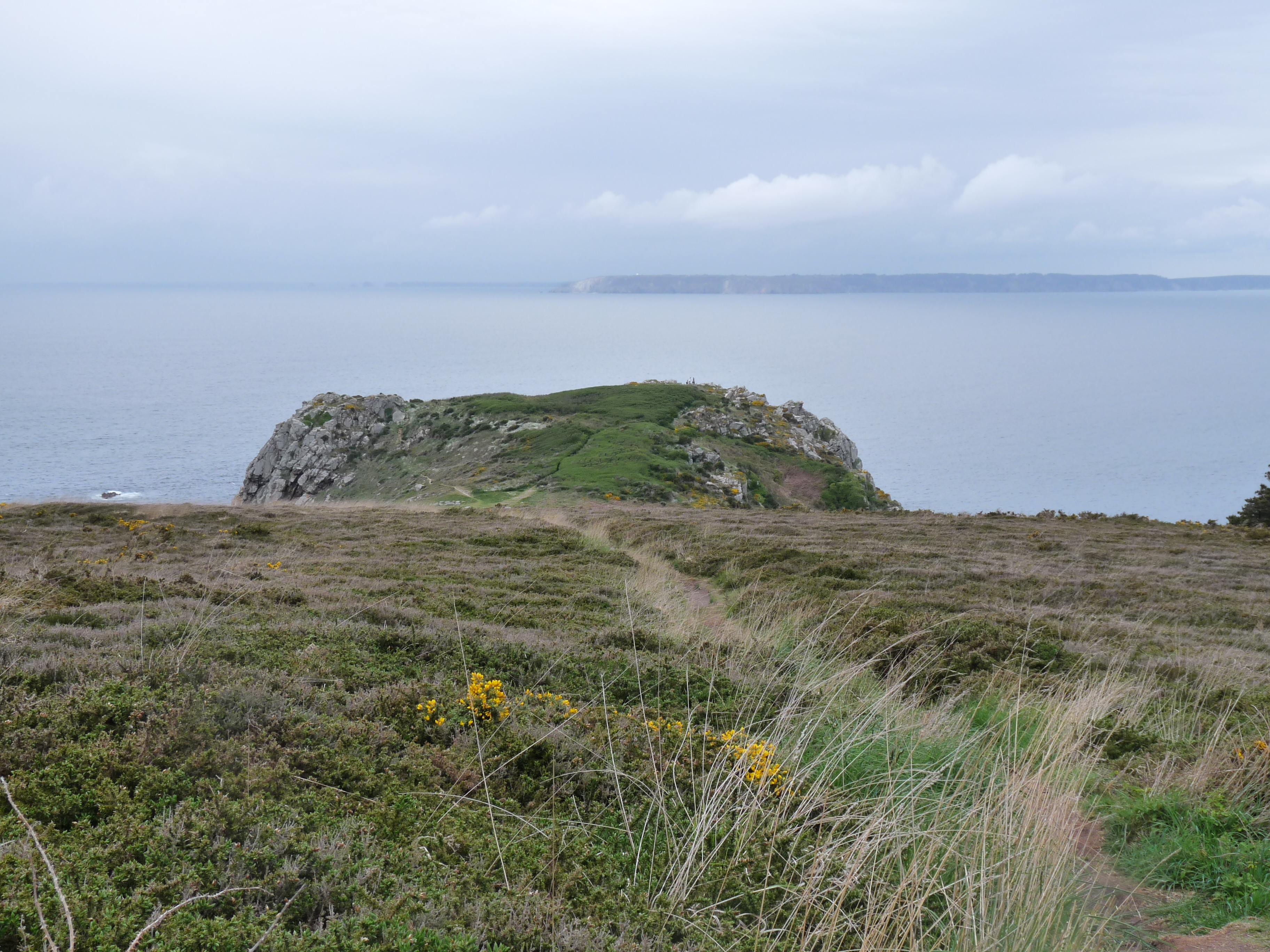
Oppidum Kastel Koz